# Идријски жликрофи
Идријски жликрофи су словеначко идријско јело, направљено од теста за резанце са филом од кромпира и карактеристичног облика. Припрема се по традиционалној рецептури, која је описана средином 19. века, а тачно порекло јела је непознато због недостатка историјских извора. Припремају се као предјело, прилог јелима од меса или као самостално јело, преливено чварцима. Типичан идријски прилог је бакалца , сос од јагњетине и поврћа.
Идријски жликрофи су прво словеначко јело које је заштићено на нивоу Европске уније као “Traditional speciality guaranteed”. Производња није географски ограничена, а сви произвођачи и ресторани који желе да понуде јело под тим именом морају бити сертификовани. 